# To France
«To France» es una canción escrita por el músico británico Mike Oldfield acompañado por la cantante escocesa Maggie Reilly. Fue lanzado el 18 de junio de 1984 como primer sencillo de su álbum de estudio Discovery.
Fue creada en el estudio de grabación de Oldfield en un chalet en Villars-sur-Ollon sobre el lago Lemán en los Alpes suizos.Los lados B del sencillo, "In the Pool" y "Bones", son canciones que no forman parte del álbum Discovery.
La letra de esta canción, históricamente no del todo precisa, alude a la vida de María Estuardo.
Se convirtió en número 1 en la lista de música IFOP de Francia y llegó a las listas de éxitos en varios países europeos como Austria, Suiza, Países Bajos, Bélgica y Alemania.

## Vídeo musical
El video musical de "To France" es una actuación en vivo, creada durante los ensayos de la gira Discovery Tour. En el escenario están Mike Oldfield que  toca una Fender Stratocaster, la cantante Maggie Reilly, Pierre Moerlen en la batería y Phil Spalding en el bajo. El clip está disponible en la colección de videos  Elements – The Best of Mike Oldfield.

## Lista de canciones
sencillo 7" (Virgin – VS 686)
A "To France" – 4:43
B "In the Pool" (Instrumental) – 3:40
maxi 12" ( Virgin – VS 686-12)
A "To France" (extended version) – 5:32
B1 "In the Pool" (Instrumental) – 3:40
B2 "Bones" (Instrumental) – 3:19

## Posicionamiento en listas
| Lista (1984)                                     | Máxima posición |
| ------------------------------------------------ | --------------- |
| Alemania Occidental (Offizielle Deutsche Charts) | 6               |
| Austria (Ö3 Austria Top 40)                      | 9               |
| Bélgica (Flandes) (Ultratop 50)                  | 2               |
| Canadá (RPM Adult Contemporary)                  | 19              |
| Francia (SNEP)                                   | 23              |
| Países Bajos (Dutch Top 40)                      | 3               |
| Países Bajos (Mega Single Top 100)               | 4               |
| Reino Unido (Official Charts Company)            | 48              |
| Suiza (Schweizer Hitparade)                      | 7               |

## Version de Maggie Reilly
En 1996, Maggie Reilly volvió a grabar "To France" en su álbum en solitario Elena, y en 2009 grabó otra versión de la canción para su álbum Looking Back Moving Forward.

### Lista de canciones
Maxi-CD
1. "To France" (JPO & Beam Video Mix) 3:46
2. "To France" (Intro) 1:08
3. "To France" (JPO & Beam Spanish Dream Mix) 5:50
4. "To France" (JPO & Beam Club Mix) 8:03
5. ""To France" (Espirito Remix) 6:40
6. "Mike Oldfield & Maggie Reilly - "To France" (Radio Edit) 3:34

Part II - Maxi-CD
1. "To France" (DJ Beam's Radio Mix) 3:54
2. "To France" (De Donatis Remix) 6:16
3. "To France" (DJ Beam's Club Mix) 6:29

### Posicionamiento en listas
| Lista (1997)                          | Máxima posición |
| ------------------------------------- | --------------- |
| Alemania (Offizielle Deutsche Charts) | 19              |
| Austria (Ö3 Austria Top 40)           | 17              |
| Países Bajos (Dutch Top 40)           | 30              |
| Países Bajos (Mega Single Top 100)    | 53              |
| Suiza (Schweizer Hitparade)           | 22              |

## Version de Kim Wilde
"To France" es el segundo sencillo del duodécimo álbum de estudio de Kim Wilde, Snapshots. Fue lanzado digitalmente el 2 de diciembre de 2011. En el sencillo se incluye un remix navideño de la canción, así como un remix exclusivo de "It's Alright" de la banda alemana de Eurodance Groove Coverage.

### Lista de canciones
1. "To France" (Christmas edit) – 3:56
2. "To France" – 3:59
3. "It's Alright" (Groove Coverage remix edit) – 2:55
4. "It's Alright" (Groove Coverage remix) – 4:26

## Otras Versiones[24]
- En 1995, Yoly lanzó una versión euro house en el EP To France.
- En 1996, Blind Guardian lanzó una versión de Power Metal de "To France" en su álbum The Forgotten Tales.
- En 1997, Marina Kapuro grabó una versión rusa, llamada "Маленький остров" (Pequeña isla).
- En 2002, Novaspace lanzó una versión de "To France" como sencillo.
- En 2002, el grupo de pop húngaro Crystal lanzó una versión en húngaro llamada "Itt megtalálsz"
- En 2004, Under:Cover lanzó una versión trance.
- En 2006, The Highstreet Allstars lanzaron una versión jumpstyle.
- En 2008, Liz Kay lanzó una versión techno llamada "To France 2008".
- En 2010, Brisby & Jingles lanzaron una versión de electro house como sencillo digital.
- En 2011, Leaves' Eyes lanzó una versión de "To France" en su álbum Meredead.
- En 2011, la cantante francesa Nolwenn Leroy hizo una versión de la canción en su álbum Bretonne.
- En 2013, los productores alemanes Torsten "York" Stenzel y Stefan Brünig (Steve Brian) hicieron un remix dance, incluido en el álbum de Mike Oldfield Tubular Beats.
- En 2015, la banda alemana Santiano lanzó una versión llamada "Lieder der Freiheit" (Canciones de libertad).
- En 2020, la banda danesa Anubis Gate lanzó una versión de su álbum Covered in Colors
- En 2021, la banda holandesa Kingfisher Sky lanzó una versión de su álbum EP The Winter Sessions
- En 2024, el DJ Daniel La Peur junto con la banda alemana X-Perience lanzaron una versión como sencillo independiente.